# Pala (liturgia)
No catolicismo, a pala é um objeto em formato quadrado que a companha o cálice.

## Composição

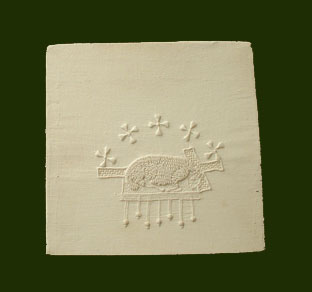
Pala bordada com o Cordeiro de Deus sobre o livro dos Sete Selos.

A pala é um objeto de papelão ou outro material rígido, revestido por uma capa de tecido, geralmente de linho na cor branca, mas pode ser bordada também nas outras cores litúrgicas: verde, vermelho, azul, roxo, rosa e preto.

## Uso
A Pala é utilizada para cobrir o cálice que contém o vinho utilizado na missa. Ela serve de proteção para o cálice que contém o Sangue de Cristo, a fim de não cair impurezas dentro dele, como poeira ou insetos.
Durante os ritos iniciais e a liturgia da Palavra, a pala fica diretamente sobre a patena. Na liturgia Eucarística, mais precisamente no ofertório, ela é retirada e colocada sobre o cálice após a mistura da água e do vinho. É retirada do cálice no momento da invocação do Espírito Santo sobre as ofertas e colocada de novo logo após a consagração. Depois é retirada para a oblação e colocada de volta logo em seguida. No momento do Cordeiro de Deus é retirada novamente para a comunhão do sacerdote, e será colocada de volta sobre a patena após a purificação dos vasos sagrados. Aí, ela permanecerá até o fim da celebração.